# Orzew (przystanek kolejowy)
Orzew (ukr. Оржів, ros. Оржев) – przystanek kolejowy w miejscowości Orzew, w rejonie rówieńskim, w obwodzie rówieńskim, na Ukrainie. Leży na linii Zdołbunów – Kowel.